# جون مارتن هولست
جون مارتن هولست (بالنرويجية البوكمول: Johan Holst)‏ هو جراح وبروفيسور نرويجي، ولد في 1892 في أوسلو في النرويج، وتوفي في 1953.